# The Apprentice

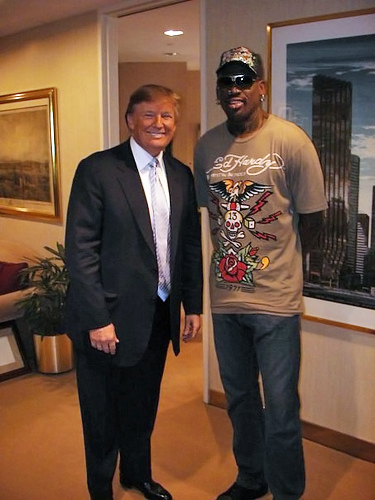
w: estrella de Celebrity Apprentice w: Dennis Rodman y w: Donald Trump

The Apprentice es un programa de televisión estadounidense de la cadena NBC. Es un programa concurso en el que participan un grupo de empresarios que compiten por 250.000 dólares y un contrato para dirigir una de las empresas de Donald Trump.
El 14 de mayo de 2007, el programa se alejó de las pantallas de NBC, pero el presidente de esta cadena televisiva, Kevin Reilly, dijo que todavía estaba en conversaciones con Mark Burnett y Trump. Sin embargo, el 19 de mayo de 2007, Trump anunció que llevaría este programa a una nueva e importante cadena televisiva, pero el 22 de mayo del mismo año, NBC, anunció que volvería a sus pantallas.

## Mecanismo del concurso
Cada temporada comienza con un grupo de concursantes con experiencia en diversos campos, incluidos los bienes inmuebles, gestión de restaurantes, política de consultoría, venta y comercialización. A lo largo de cada temporada, estos concursantes viven en un ático, lo cual permite construir relaciones amistosas entre los participantes. En la temporada 6, sin embargo, los equipos están separados, el equipo ganador vive en una mansión y el equipo perdedor se instala en una tienda de campaña o carpa ubicada en el patio trasero de la mansión. Se dividen en equipos, y cada semana se les asigna una tarea donde deben elegir un director de proyecto para la tarea. El equipo ganador recibe una recompensa, mientras que el equipo perdedor se enfrenta en una Sala de Reuniones con el fin de determinar qué miembro del equipo debe ser despedido (eliminado del programa). En la temporada 6 no se respeta esta regla.
El proceso de eliminación tiene dos etapas: en la primera, el director de proyecto determina a dos o tres personas que considera son responsables de la pérdida. En la segunda, estos nominados se enfrentan en la sala de reuniones con Donald Trump, quien determina quién o quiénes serán despedidos.
Trump se reserva el derecho de no permitir que el director de proyecto envíe a la sala de reuniones a cualquier persona, sin tener motivos para hacerlo. También se reserva el derecho de despedir a más de una persona si lo considera necesario. En la Sexta, el director de proyecto del equipo contrario (el equipo ganador) tiene derecho a estar presente y opinar durante el transcurso del encuentro en la sala de reuniones.
El tema musical de apertura utilizado en el programa es "For the Love of Money" de La O'Jays.

## Reparto
Donald Trump fue el presentador del programa durante las primeras catorce temporadas, y el programa le otorgó una popularidad que contribuyó a su ascenso a la presidencia de los Estados Unidos. Después de que Trump declaró su candidatura a la presidencia, NBC anunció que el actor y ex gobernador de California Arnold Schwarzenegger se convertiría en el nuevo presentador (de la decimoquinta temporada en general, pero la octava de The Celebrity Apprentice), a partir de enero de 2017. La magnate del estilo de vida Martha Stewart fue la anfitriona de la gira de The Apprentice: Martha Stewart en 2005.
Los asesores originales de Trump fueron Carolyn Kepcher, ex directora de operaciones y gerente general de Trump National Golf Club, y George H. Ross, vicepresidente ejecutivo y asesor principal de la Organización Trump. En agosto de 2006, Trump liberó a Kepcher de sus funciones en la organización Trump diciendo sólo que "le desea lo mejor". Kepcher también dejó el programa en ese momento. Tras su partida, la hija de Trump, Ivanka, se convirtió en asesora habitual, aunque no se la facturaba oficialmente como reemplazo de Kepcher. A lo largo de las temporadas los asesores ocasionalmente fueron sustituidos por otros asesores, incluidos dos de los otros hijos de Trump, Donald Trump Jr. y Eric Trump, así como ganadores de temporadas anteriores del programa y otros ejecutivos comerciales (generalmente de la compañía cuyo producto o servicio se presentó en el episodio).
| Miembro del elenco      | Temporadas  | Temporadas  | Temporadas  | Temporadas  | Temporadas  | Temporadas     | Temporadas     | Temporadas      | Temporadas      | Temporadas     | Temporadas     | Temporadas     | Temporadas     | Temporadas     | Temporadas  |
| Miembro del elenco      | 1           | 2           | 3           | 4           | 5           | 6              | 7              | 8               | 9               | 10             | 11             | 12             | 13             | 14             | 15          |
| Anfitriones             | Anfitriones | Anfitriones | Anfitriones | Anfitriones | Anfitriones | Anfitriones    | Anfitriones    | Anfitriones     | Anfitriones     | Anfitriones    | Anfitriones    | Anfitriones    | Anfitriones    | Anfitriones    | Anfitriones |
| ----------------------- | ----------- | ----------- | ----------- | ----------- | ----------- | -------------- | -------------- | --------------- | --------------- | -------------- | -------------- | -------------- | -------------- | -------------- | ----------- |
| Donald Trump            | Anfitrión   | Anfitrión   | Anfitrión   | Anfitrión   | Anfitrión   | Anfitrión      | Anfitrión      | Anfitrión       | Anfitrión       | Anfitrión      | Anfitrión      | Anfitrión      | Anfitrión      | Anfitrión      |             |
| Arnold Schwarzenegger   |             |             |             |             |             |                |                |                 |                 |                |                |                |                |                | Anfitrión   |
| Panel de Asesores       |             |             |             |             |             |                |                |                 |                 |                |                |                |                |                |             |
| George H. Ross          | Asesor      | Asesor      | Asesor      | Asesor      | Asesor      | Asesor Habiual | Asesor Habiual | Asesor Habiual  | Asesor Habiual  | Asesor Habiual | Asesor Habiual | Asesor Habiual | Asesor Habiual | Asesor Habiual |             |
| Carolyn Kepcher         | Asesora     | Asesora     | Asesora     | Asesora     | Asesora     |                |                |                 |                 |                |                |                |                |                |             |
| Bill Rancic             | Concursante | A.Habitual  |             | Asesor      | Asesor      | A.Habitual     |                | Asesor Habitual | Asesor Habitual |                |                |                |                |                |             |
| Ivanka Trump            |             |             |             |             | A.Habitual  | Asesora        | Asesora        | Asesora         | Asesora         | Asesora        | Asesora        | Asesora        | Asesora        | Asesora        |             |
| Donald "Don" Trump, Jr. |             |             |             |             | A.Habitual  | Asesor         | Asesor         | Asesor          | Asesor          | Asesor         | Asesor         | Asesor         | Asesor         | Asesor         |             |
| Sean Yazbeck            |             |             |             |             | Concursante | Asesor         |                |                 |                 |                |                |                |                |                |             |
| Eric Trump              |             |             |             |             |             |                |                |                 | Asesor          | Asesor         | Asesor         | Asesor         | Asesor         | Asesor         |             |
| Joan Rivers             |             |             |             |             |             |                |                | Concursante     | A.Habitual      | A.Habitual     |                |                | A.Habitual     | A.Habitual     |             |
| Patrick Schwarzenegger  |             |             |             |             |             |                |                |                 |                 |                |                |                |                |                | Asesor      |
| Tyra Banks              |             |             |             |             |             |                |                |                 |                 |                |                |                |                |                | A.Habitual  |

## Temporadas
Las primeras seis temporadas y la décima temporada contaron con concursantes anónimos. Mientras que la séptima a la décima quinta (excluyendo la décima) temporada presentó a celebridades siendo renovado el programa a "The Celebrity Apprentice".
| Temporada | Ganador           | Equipos            | Equipo con más victorias | Proyecto ganador                            | Estreno                  | Final                   | Telespectadores |
| --------- | ----------------- | ------------------ | ------------------------ | ------------------------------------------- | ------------------------ | ----------------------- | --------------- |
| 1         | Bill Rancic       | Protégé Versacorp  | Protégé (7)              | Torre Trump Chicago                         | 8 de enero de 2004       | 15 de abril de 2004     | 20 700 000      |
| 2         | Kelly Perdew      | Apex Mosaic        | Apex (8)                 | Trump Ice                                   | 9 de septiembre de 2004  | 16 de diciembre de 2004 | 16 140 000      |
| 3         | Kendra Todd       | Magna Net Worth    | Magna (10)               | Palm Beach Mansion                          | 20 de enero de 2005      | 19 de mayo de 2005      | 13 960 000      |
| 4         | Randal Pinkett    | Capital E. Excel   | Excel (7)                | Trump Entertainment Resorts                 | 22 de septiembre de 2005 | 15 de diciembre de 2005 | 11 010 000      |
| 5         | Sean Yazbeck      | Gold Rush Synergy  | Synergy (8)              | Trump Soho                                  | 27 de febrero de 2006    | 5 de junio de 2006      | 9 730 000       |
| 6         | Stefani Schaeffer | Arrow Kinetic      | Ambos (5)                | Cap Cana                                    | 7 de enero de 2007       | 22 de abril de 2007     | 7 500 000       |
| 7         | Piers Morgan      | Empresario Hydra   | Hydra (9)                | Fondo Intrepid Fallen Heroes                | 3 de enero de 2008       | 27 de marzo de 2008     | 11 000 000      |
| 8         | Joan Rivers       | Athena KOTU        | Athena (7)               | God's Love We Deliver                       | 1 de marzo de 2009       | 10 de mayo de 2009      | 8 980 000       |
| 9         | Bret Michaels     | Rocksolid Tenacity | Tenacity (5)             | Asociación Americana de Diabetes            | 14 de marzo de 2010      | 23 de mayo de 2010      | 7 400 000       |
| 10        | Brandy Kuentzel   | Fortitude Octane   | Octane (7)               | VIP Golf Tournament                         | 16 de septiembre de 2010 | 9 de diciembre de 2010  | 4 700 000       |
| 11        | John Rich         | A.S.A.P. Backbone  | Backbone (6)             | Hospital de Investigación Infantil St. Jude | 6 de marzo de 2011       | 22 de mayo de 2011      | 8 800 000       |
| 12        | Arsenio Hall      | Forte Unanimous    | Unanimous (9)            | Fundación Magic Johnson                     | 19 de febrero de 2012    | 20 de mayo de 2012      | 7 100 000       |
| 13        | Trace Adkins      | Plan B Power       | TBA                      | Cruz Roja Americana                         | 13 de marzo de 2013      | 19 de mayo de 2013      | 5 600 000       |
| 14        | Leeza Gibbons     | Infinity Vortex    | TBA                      | Leeza's Care Connection                     | 4 de enero de 2015       | 16 de febrero de 2015   | 7 600 000       |
| 15        | Matt Iseman       | Prima Arete        | TBA                      | Arthritis Foundation                        | 2 de enero de 2017       | 13 de febrero de 2017   | 3 500 000       |

## The Apprenticeen el Mundo
- Última Actualización: 24 de diciembre de 2023.

| País                       | Nombre Local | Canal de TV                          | Ganadores | Magnates                                                                 |
| -------------------------- | --- | ------------------------------------ | --- | ------------------------------------------------------------------------ |
| África                     | The Apprentice Africa | TV3 KTN NTA WBS TBC1                 | 1.ª Edición, 2008: Isaac Dankyi-Koranteng | Biodun Shobanjo (1.ª)                                                    |
| Alemania                   | Big Boss Web Oficial (No Activa) | RTL Television                       | 1.ª Edición, 2004: Carmen Dohmen | Reiner Calmund (1.ª)                                                     |
| Asia                       | The Apprentice Asia Web Oficial (No Activa) | AXN Asia                             | 1.ª Edición, 2013: Jonathan Allen Yabut | Tony Fernandes (1.ª)                                                     |
| Australia                  | The Apprentice Australia Web Oficial Archivado el 1 de octubre de 2009 en Wayback Machine.                                                        | Nine Network                         | 1.ª Edición, 2009: Andrew Morello | Mark Bouris (1.ª)                                                        |
| Australia                  | The Celebrity Apprentice Australia Web Oficial Archivado el 19 de junio de 2013 en Wayback Machine.                                               | Nine Network                         | 1.ª Edición, 2011: Julia Morris 2.ª Edición, 2012: Ian Dickson, "Dicko" 3.ª Edición, 2013: Stephanie Rice 4.ª Edición, 2015: Sophie Monk 5.ª Edición, 2021: Shaynna Blaze | Mark Bouris (1.ª-4.ª) Alan Sugar (5.ª)                                   |
| Bélgica                    | De Topmanager Web oficial (no activa) Archivado el 20 de septiembre de 2018 en Wayback Machine.                                                   | VT4                                  | 1.ª Edición, 2006: Claudia Schiepers | Rob Heyvaert (1.ª)                                                       |
| Brasil                     | O Aprendiz Web oficial en Record Web Oficial en Band                                                                                              | Rede Record (1.ª-8.ª) Band (9.ª)     | 1.ª Edición, 2004: Vivianne Ventura 2.ª Edición, 2005: Fabio Porcel 3.ª Edición, 2006: Anselmo Martini 4.ª Edición, 2007: Tiago Aguiar 5.ª Edición, 2008: Clodoaldo Araujo 6.ª Edición, 2009: Marina Erthal 7.ª Edición, 2010: Samara Schuch 8.ª Edición, 2011: Janaina Melo 9.ª Edición, 2019: Gabriel Gasparini | Roberto Justus (1.ª-6.ª, 9.ª) João Doria Júnior (7.ª-8.ª)                |
| Brasil                     | Especial Aprendiz (Formato: Selección de Aprendices)                                                                                              | Rede Record                          | 1.ª Edición, 2008: Maytê de Carvalho Soares | Roberto Justus (1.ª)                                                     |
| Brasil                     | Aprendiz: O Retorno (Formato: All-Stars) | Rede Record                          | 1.ª Edición, 2013: Renata Tolentino (Aprendiz 8) | Roberto Justus (1.ª)                                                     |
| Brasil                     | Aprendiz Celebridades Web Oficial | Rede Record                          | 1.ª Edición, 2014: Ana Moser | Roberto Justus (1.ª)                                                     |
| Bulgaria                   | Звездни Стажанти (Formato: Famosos) Web Oficial                                                                                                   | Nova TV                              | 1.ª Edición, 2016: Yavor Dimitrov Yanakiev, "100 Kila" | Stefan Sharlopov (1.ª)                                                   |
| Colombia                   | El Aprendiz Web Oficial (No Activa) Archivado el 27 de julio de 2005 en Wayback Machine.                                                          | Caracol Televisión                   | 1.ª Edición, 2006: Kees Stapel | Jean-Claude Bessudo (1.ª)                                                |
| Dinamarca                  | Hyret Eller Fyret Web Oficial (No Activa) Archivado el 14 de mayo de 2005 en Wayback Machine.                                                     | TV Danmark                           | 1.ª Edición, 2005: Louise Holm | Klaus Riskaer Pedersen (1.ª)                                             |
| Eslovaquia República Checa | Šéfka Web Oficial (No Activa) Archivado el 5 de diciembre de 2011 en Wayback Machine.                                                             | TV JOJ TV Prima                      | 1.ª Edición, 2011: Michal Pilip | Nora Mojsejová (1.ª)                                                     |
| España                     | El Aprendiz | La Sexta                             | 1.ª Edición, 2009: Juan Ignacio Lanchares | Lluís Bassat (1.ª)                                                       |
| Estados Unidos             | The Apprentice Web oficial | NBC                                  | 1.ª Edición, 2004: Bill Rancic 2.ª Edición, 2004: Kelly Perdew 3.ª Edición, 2005: Kendra Todd 4.ª Edición, 2005: Randal Pinkett 5.ª Edición, 2006: Sean Yazbeck 6.ª Edición, 2007: Stefanie Schaeffer 7.ª Edición, 2010: Brandy Kuentzel | Donald Trump (1.ª-7.ª)                                                   |
| Estados Unidos             | The Celebrity Apprentice Web Oficial | NBC                                  | 1.ª Edición, 2008: Piers Morgan 2.ª Edición, 2009: Joan Rivers 3.ª Edición, 2010: Bret Michaels 4.ª Edición, 2011: John Rich 5.ª Edición, 2012: Arsenio Hall 6.ª Edición, 2013: Trace Adkins 7.ª Edición, 2015: Leeza Gibbons 8.ª Edición, 2017: Matt Iseman | Donald Trump (1.ª-7.ª) Arnold Schwarzenegger (8.ª)                       |
| Estados Unidos             | The Apprentice: Martha Stewart Web Oficial (No Activa)                                                                                            | NBC                                  | 1.ª Edición, 2005: Dawna Stone | Martha Stewart (1.ª)                                                     |
| Estonia                    | Mantlipärija | TV3                                  | 1.ª Edición, 2007: Sverre Puustusmaa | Armin Karu (1.ª)                                                         |
| Finlandia                  | Diili Web oficial en MTV3 (no activa) Web Oficial en Nelonen                                                                                      | MTV3 (1.ª-6.ª) Nelonen (7.ª)         | 1.ª Edición, 2005: Olli Rikala 2.ª Edición, 2009: Antti Seppinen 3.ª Edición, 2010: Mira Kasslin 4.ª Edición, 2011: Jarno Purtsi 5.ª Edición, 2013: Maria Drockila 6.ª Edición, 2018: Olli-Pekka Villa 7.ª Edición, 2021: Sointu Borg 8.ª Edición, 2022: Clarissa Hedman | Jari Sarasvuo (1.ª) Hjallis Harkimo (2.ª-6.ª) Jaajo Linnonmaan (7.ª-8.ª) |
| Georgia                    | კანდიდატი Web oficial (no activa) | Rustavi 2                            | 1.ª Edición, 2004: Luka Lomaia | Lado Gurgenidze (1.ª)                                                    |
| Georgia                    | შეგირდი | Imedi                                | 1.ª Edición, 2011: Avto Natriashvili | Kakha Bendukidze (1.ª)                                                   |
| Grecia                     | Ο Υποψήφιος Web oficial (no activa) | Alpha TV                             | 1.ª Edición, 2004: Thanos Marinis | Petros Kostopoulos (1.ª)                                                 |
| Hungría                    | Az Álommeló: The Apprentice Web oficial | RTL                                  | 1.ª Edición, 2023: Balázs Keserű | Levente Balogh (1.ª)                                                     |
| India (en Hindi)           | Business Baazigar Web oficial (no activa) Web oficial en Sifymax (no activa) Archivado el 2 de enero de 2018 en Wayback Machine.                  | Zee TV                               | 1.ª Edición, 2005: Irfan Alam | Cyrus Sahukar (1.ª)                                                      |
| Indonesia                  | The Apprentice Indonesia Web Oficial (No Activa)                                                                                                  | Indosiar                             | 1.ª Edición, 2005: Fendi Gunawan Liem | Peter Gontha (1.ª)                                                       |
| Irlanda                    | The Apprentice Web oficial (no activa) | TV3                                  | 1.ª Edición, 2008: Brenda Shanahan 2.ª Edición, 2009: Steve Rayner 3.ª Edición, 2010: Michelle Massey 4.ª Edición, 2011: Eugene Heary | Bill Cullen (1.ª-4.ª)                                                    |
| Irlanda                    | Celebrity Apprentice Ireland | TV3                                  | 1.ª Edición, 2013: Edele Lynch | Bill Cullen (1.ª)                                                        |
| Italia                     | The Apprentice Web oficial (no activa) Archivado el 8 de octubre de 2012 en Wayback Machine.                                                      | Cielo                                | 1.ª Edición, 2012: Francesco Menegazzo 2.ª Edición, 2014: Alice Maffezzoli | Flavio Briatore (1.ª-2.ª)                                                |
| Mongolia                   | The Apprentice Mongolia Web oficial | Mongol TV                            | 1.ª Edición, 2021: T. Barkhas | Ganhuyag Chuluun Hutagt (1.ª)                                            |
| Nueva Zelanda              | The Apprentice NZ Web Oficial (No Activa) | TV2                                  | 1.ª Edición, 2010: Thomas Ben | Terry Serepisos (1.ª)                                                    |
| Nueva Zelanda              | The Apprentice Aotearoa Web Oficial | TVNZ 1                               | 1.ª Edición, 2021: Vanessa Goodson | Mike Pero (1.ª)                                                          |
| Noruega                    | Kandidaten | TVNorge                              | 1.ª Edición, 2005: Jeanette Bretteville | Inger Ellen Nicolaisen (1.ª)                                             |
| Oriente Medio              | الإدارة جدارة | LBC                                  | 1.ª Edición, 2005: Cancelado | Mohamed Alabbar (1.ª)                                                    |
| Países Bajos               | De Nieuwe Moszkowicz | AVRO                                 | 1.ª Edición, 2005: Nienke Hoogervorst | Bram Moszkowicz (1.ª)                                                    |
| Países Bajos               | Topmanager Gezocht | BNN                                  | 1.ª Edición, 2011: Rogier Berlips | Aad Ouborg (1.ª)                                                         |
| Reino Unido                | The Apprentice Web Oficial | BBC Two (1.ª-2.ª) BBC One (3.ª-16.ª) | 1.ª Edición, 2005: Tim Campbell 2.ª Edición, 2006: Michelle Dewberry 3.ª Edición, 2007: Simon Ambrose 4.ª Edición, 2008: Lee McQueen 5.ª Edición, 2009: Yasmina Siadatan 6.ª Edición, 2010: Stella English 7.ª Edición, 2011: Tom Pellereau 8.ª Edición, 2012: Ricky Martin 9.ª Edición, 2013: Leah Totton 10.ª Edición, 2014: Mark Wright 11.ª Edición, 2015: Joseph Valente 12.ª Edición, 2016: Alana Spencer 13.ª Edición, 2017: Sarah Lynn & James White 14.ª Edición, 2018: Sian Gabbidon 15.ª Edición, 2019: Carina Lepore 16.ª Edición, 2021: Harpreet Kaur | Alan Sugar (1.ª-16.ª)                                                    |
| Reino Unido                | Comic Relief Does The Apprentice (1.ª, 3.ª) Sport Relief Does The Apprentice (2.ª) Comic Relief: Celebrity Apprentice (4.ª) (Formato con Famosos) | BBC One                              | 1.ª Edición, 2007: Equipo Femenino 2.ª Edición, 2008: Equipo Femenino 3.ª Edición, 2009: Equipo Femenino 4.ª Edición, 2019: Equipo Femenino | Alan Sugar (1.ª-4.ª)                                                     |
| Reino Unido                | Junior Apprentice (1.ª) Young Apprentice (2.ª-3.ª) Web oficial (Formato con Adolescentes)                                                         | BBC One                              | 1.ª Edición, 2010: Arjun Rajyagor 2.ª Edición, 2011: Zara Brownless 3.ª Edición, 2012: Ashleigh Porter-Exley | Alan Sugar (1.ª-3.ª)                                                     |
| Rusia                      | Кандидат Web oficial (no activa) | TNT                                  | 1.ª Edición, 2005: Tatyana Burdelova 2.ª Edición, 2006: Aleksey Chirkov | Arkady Novikov (1.ª) Vladimir Potanin (2.ª)                              |
| Sudáfrica                  | The Apprentice: SA Web oficial (no activa) Archivado el 22 de junio de 2005 en Wayback Machine.                                                   | SABC3                                | 1.ª Edición, 2009: Zanele Batyashe y Khomotso Choma 2.ª Edición, 2021: Desconocido | Tokyo Sexwale (1.ª) Magda Wierzycka (2.ª)                                |
| Suecia                     | Rivalerna Web oficial (no activa) Archivado el 10 de septiembre de 2005 en Wayback Machine.                                                       | TV3                                  | 1.ª Edición, 2004: Fred Gabrielson | Johan Staël von Holstein (1.ª)                                           |
| Suecia                     | The Apprentice Sverige Web Oficial | TV4                                  | 1.ª Edición, 2022: Tom Flumé | Gunilla von Platen (1.ª)                                                 |
| Suiza                      | Traum Job | SF 1                                 | 1.ª Edición, 2005: Martin Bachofner | Jürg Marquar (1.ª)                                                       |
| Turquía                    | Çırak Web oficial en Kanal D (no activa) Archivado el 16 de diciembre de 2009 en Wayback Machine. Web oficial (no activa)                         | Kanal D                              | 1.ª Edición, 2005: Ahmet Isik | Tuncay Özilhan (1.ª)                                                     |

- Nota: Las webs no activas podrás visualizarlas a través de la web de Wayback Machine.

     País que actualmente está emitiendo The Apprentice.
     País que planea emitir una nueva edición de The Apprentice.
     País que está negociando con la productora emitir una nueva edición de The Apprentice, aunque no sea oficial aún de que se llegue a emitir.
     País que no planea emitir una nueva edición de The Apprentice.

## Videojuego
Legacy Interactive ha creado un videojuego versión de El Aprendiz para PC. Cuenta con Donald Trump y sus asesores, así como los últimos candidatos, y está disponible en Yahoo! Juegos. El jugador elige a un hombre o una mujer de carácter que debe desempeñar y controlar la naturaleza a través de una serie de tareas que implican rompecabezas, la creación de una valla, la venta de helados, comida italiana o hamburguesas y deben contribuir a crear juguetes, chocolates y lámparas y también vender artículos en diferentes barrios.

## Enlaces
- Wikinoticias tiene noticias relacionadas con The Apprentice.
- Podcast y Blog Oficial de El Aprendiz
- Sitio Oficial de El Aprendiz en Yahoo!
- NBC.com
- The Apprentice en Internet Movie Database (en inglés).
- El Aprendiz en Biogs.com

1. ↑  «Nexttv | Programming| Business | Multichannel Broadcasting + Cable | www.nexttv.com». NextTV (en inglés). Consultado el 17 de enero de 2021.
2. ↑  «'The Apprentice' star Donald Trump to NBC: You can't fire me, I quit». Reality TV World. Consultado el 17 de enero de 2021.
3. ↑  Dehnart, Andy (22 de mayo de 2007). «NBC says The Apprentice could return despite Trump’s quitting». reality blurred (en inglés). Consultado el 17 de enero de 2021.
4. ↑  «Arnold Schwarzenegger to replace Donald Trump as 'Celebrity Apprentice' host». EW.com (en inglés). Consultado el 17 de enero de 2021.
5. ↑  «Arnold Schwarzenegger's 'Celebrity Apprentice' gets premiere date». EW.com (en inglés). Consultado el 17 de enero de 2021.
6. ↑  También es emitido por: TV3 (Malasia), GMA Network (Filipinas), MediaCorp TV Channel (Singapur), BEC-TERO Channel 3 (Tailandia), TVB Pearl (Hong Kong y Macao), Sindo TV (Indonesia).
7. ↑  La versión española es también emitida en Andorra, a través de La Sexta.
8. ↑  La versión italiana es también emitida en San Marino, a través de Cielo.
9. ↑  Equipo formado por las famosas Cheryl Cole, Jo Brand, Karren Brady, Maureen Lipman y Trinny Woodall.
10. ↑  Equipo formado por las famosas Clare Balding, Jacqueline Gold, Kirstie Allsopp, Lisa Snowdon y Louise Redknapp.
11. ↑  Equipo formado por las famosas Carol Vorderman, Fiona Phillips, Michelle Mone, Patsy Palmer y Ruby Wax.
12. ↑  Equipo formado por las famosas CAmanda Holden, Ayda Field, Kelly Hoppen, Rachel Johnson y Tameka Empson.

- Datos: Q863122
- Multimedia: The Apprentice (U.S. TV series) / Q863122